# AMD K9
AMD K9 lautet die inoffizielle Bezeichnung für AMDs Doppelkernprozessoren auf K8-Basis. Die Bezeichnung AMD K9 steht dabei in der Tradition der K5- bis K8-Generationen. Die Prozessoren der K9-Generation wurden als die „Doppelkernversionen des K8“ vorgestellt und bekannt. Ursprünglich sollte der K9 ein komplett neues CPU-Design (mit dem Codenamen Greyhound) werden und Ende 2005 erscheinen. Der Name K9 fiel erst mit der Vorstellung des K10.

## Technische Details
Die K9-Generation ist von Grund auf als Doppelkernprozessor konzipiert. Auf einem Prozessor ist nämlich nicht nur die Recheneinheit und der Cache, sondern auch der integrierte Speichercontroller und die Crossbar, an die nur der zweite Kern angeschlossen werden muss, untergebracht.
Da zwei Prozessorkerne vorhanden sind, verhält sich ein K9-Prozessor softwareseitig ähnlich wie ein Zwei-Prozessor-System. Dies bedeutet, dass nur beim gleichzeitigen Einsatz mehrerer Programme eine Performancesteigerung erzielt werden kann, falls nicht speziell angepasste Programme benutzt werden. Diese angepassten Programme laufen in mehreren Threads ab, von denen jeder – unabhängig von den übrigen Threads – auf einem eigenen Prozessorkern lauffähig ist.
Die K9-Prozessoren geben sich als Hyper-Threading-fähig aus, um von diversen Optimierungen zu profitieren, die bisher nur den Intel Pentium 4 und Intel Xeon Prozessoren zugutekamen.
Hergestellt werden diese Prozessoren in AMDs Fabriken in Dresden, Fab 30 (bald Fab 38) und Fab 36. Zunächst wurden alle Athlon-X2-Prozessoren im 90-nm-Verfahren für den Sockel 939 hergestellt und trugen den Namen Manchester bzw. Toledo. Mitte 2006 wurde schließlich der Windsor-Kern vorgestellt, welcher für den Sockel AM2 bestimmt war, und nun einen DDR2-Speichercontroller und zusätzliche, eher kleine oder für den Massenmarkt damals eher unbedeutende Verbesserungen und Funktionen wie die Virtualisierungstechnik Pacifica enthielt. Wurde beim Sockel 939 noch zwischen den Versionen mit 2×512 KiB L2-Cache (Manchester) und 2×1024 KiB L2-Cache (Toledo) unterschieden, so gibt es den Windsor-Kern nach wie vor mit beiden Ausstattungen. Schließlich erschien Ende des Jahres 2006 der Brisbane-Kern, welcher in AMDs neuer Fabrik 36 im 65-nm-Verfahren hergestellt wird. Durch das feinere Herstellungsverfahren sanken die Produktionskosten, höhere Taktraten und damit mehr Leistung wurden gegenüber den 90-nm-Versionen jedoch nicht erreicht. Allerdings wurde die Standard-TDP der 65-nm-Modelle auf das EE-Niveau der 90-nm-Modelle gesenkt. Bis heute gibt es den Brisbane-Kern nur mit 2×512 KiB L2-Cache.

## Namensgebung
Bei der K9-Generation setzt AMD auf die vom K8 gewohnten Produktnamen „Athlon“ und „Opteron“.

## Prozessoren der K9-Generation
Folgende Prozessorfamilien von AMD basieren auf der K9-Generation:
- AMD Athlon 64 FX
- AMD Athlon 64 X2
- AMD Athlon X2
- AMD Opteron
- AMD Turion 64 X2

## Nachfolger und Derivate
Die Low-Power-Varianten basieren auch auf der K9-Mikroarchitektur, haben aber eine geringere Stromaufnahme. Diese Eigenschaft haben sie vom K8L geerbt.
Mittelfristig wird die K9-Generation durch die überarbeitete Prozessorarchitektur AMD K10 ersetzt werden.